# 모르베뇨

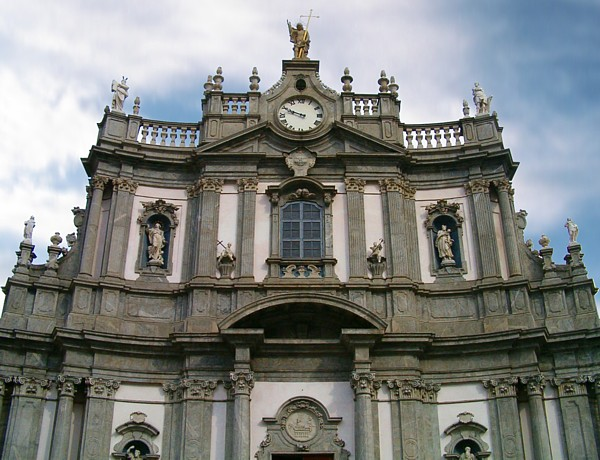
산 조반니 바티스타 교회 정면.

모르베뇨(it; 롬바르디아어: Morbegn lmo 또는 Murbegn lmo; 독일어: Morbend)는 이탈리아 발텔리나 계곡 하류, 아다강 좌안에 있는 작은 마을이다. 롬바르디아주의 손드리오도에 속한다.
발텔리나와 발 브렘바나를 연결하는 산마르코 고개와 가까워 과거 북유럽으로 오가는 무역 및 운송의 통로로 중요한 역할을 했다.
2007년에 "모르베뇨 2020"이라고 명명된 참여적 디자인 과정을 통해 주민들을 참여시켜 지속 가능성 분야의 선두 주자가 되기 위한 프로젝트를 시작했다. 모르베뇨는 국제 비영리 단체 더 내추럴 스텝과 협력하여 모르베뇨 주민들이 장기적으로 만들고 싶은 비전을 설계하고, 현재의 현실에서 비전으로 나아가기 위한 전략적 경로를 선택하고 있다.
모르베뇨는 또한 이탈리아 지방 자치 단체 협회(Di.Mo.Stra. project)에 의해 전략 계획 모델 보급을 위한 파일럿 도시로 선정되었다. 마지막으로, 1966년 11월 21일 대통령령으로 명예로운 도시 칭호를 받았다.

## 자매 도시
- 흘란베리스, 웨일스